# لوکیوس
لوکیوس (نام علمی: Luckeus abudda) نام یک گونه از تیره پنجه‌دندانان است.